# 456 Abnoba
Abnoba (asteroide 456) é um asteroide da cintura principal com um diâmetro de 39,76 quilómetros, a 2,2807938 UA. Possui uma excentricidade de 0,1813693 e um período orbital de 1 698,58 dias (4,65 anos).
Abnoba tem uma velocidade orbital média de 17,8440633 km/s e uma inclinação de 14,45046º.
Esse asteroide foi descoberto em 4 de Junho de 1900 por Max Wolf, Arnold Schwassmann.